# 66 Eridani
66 Eridani, som är stjärnans Flamsteed-beteckning, är en dubbelstjärna belägen i den norra delen av stjärnbilden Eridanus, som också har variabelbeteckningen EN Eridani. Den har en genomsnittlig kombinerad skenbar magnitud på ca 5,12 och är svagt synlig för blotta ögat där ljusföroreningar ej förekommer. Baserat på parallaxmätning inom Hipparcosuppdraget på ca 10,6 mas, beräknas den befinna sig på ett avstånd på ca 309 ljusår (ca 95 parsek) från solen. Den rör sig bort från solen med en heliocentrisk radialhastighet av ca 32 km/s.

## Egenskaper
Primärstjärnan 66 Eridani A är en blå till vit stjärna i huvudserien av kombinerad spektralklass B9 V, vars spektrum visar överskott av kvicksilver och mangan, som anger att den är en typ av kemiskt ovanlig stjärna som kallas kvicksilver-manganstjärna. Den har en massa som är ca 2,6 solmassor, en radie som  är ca 1,95 solradier och utsänder ca 51 gånger mera energi än solen från dess fotosfär vid en effektiv temperatur av ca 11 100 K.
66 Eridani är en roterande variabel av Alfa2 Canum Venaticorum-typ (ACV) som har visuell magnitud +4,89 och varierar med 0,01 i magnitud utan någon fastställd periodicitet. Den är en spektroskopisk dubbelstjärna där de två stjärnorna inte kan upplösas individuellt, men periodiska Dopplerförändringar i spektrumet visar att det måste finnas en omloppsrörelse. De två stjärnorna kretsar kring varandra med en omloppsperiod av 5,5226013 dygn i en bana med en excentricitet av 0.0844.